# 1016 Anitra
1016 Anitra är en asteroid i huvudbältet som upptäcktes den 31 januari 1924 av den tyske astronomen Karl Wilhelm Reinmuth, som ensam upptäckte nästan 400 asteroider. Dess preliminära beteckning var 1924 QG. Asteroiden namngavs senare som Anitra, efter den arabiska dansösen Anitra i Henrik Ibsens drama Peer Gynt.
Anitras senaste periheliepassage skedde den 1 september 2022. Dess rotationstid har beräknats till 5,928 timmar.